# オーベルト効果
宇宙工学において、パワードフライバイ(英: powered flyby)またはオーベルトマヌーバ(Oberth maneuver)は宇宙機が重力井戸に落ちている最中に加速する軌道マヌーバである。これにより重力井戸の外で同一の力積を使って加速するよりも効率的に運動エネルギーを得ることができる。この効率化はオーベルト効果(オーベルトこうか、Oberth effect)、すなわち反動推進型エンジンは高速時に稼働させたほうが低速時に稼働させるより大きなエネルギー差を生み出せるということから説明される。実用的な用語でいうと、宇宙機が推進剤を噴射する際には軌道速度が(したがって運動エネルギーが)最大となる、できるかぎり低い近点で噴射するのが最もエネルギー効率が良いと表現できる。いくつかの場合には、オーベルト効果の効率上の利点を最も生かせるのは宇宙機の減速を重力井戸の中で行うときである。このマヌーバと効果は1927年にこれを初めて記述したヘルマン・オーベルトに名前をちなむ。
宇宙機が近点付近にとどまるのは短時間にすぎないので、オーベルトマヌーバは可能な限り短い時間に可能な限り大きな推力を発揮することのできる宇宙機がもっとも効率的に行える。したがってオーベルトマヌーバは液体燃料ロケットなどの高推力ロケットエンジンなどを用いる場合に効果的で、イオンエンジンなどの加速に時間のかかる低推力推進装置を用いる場合はあまり効果的でない。低推力の場合も、長い離脱噴射を1回行うかわりに、何度も近点付近で噴射を行うことによりオーベルト効果を活かすことが可能である。オーベルト効果は多段ロケットのふるまいを理解するためにも応用できる。上段の推進剤のもつ総化学的エネルギーを大きく超える運動エネルギーを使うことが可能である。
エネルギーの用語で表現すると、高速時は推進剤が化学的ポテンシャルエネルギーに加えて大きな運動エネルギーをもつためオーベルト効果がより効果を発揮する:204。高速になればなるほど推進剤の速度変化（推進剤は後ろに噴射されるので減速）はより大きな運動エネルギー変化（減少）をもたらすようになり、そのぶん宇宙機は運動エネルギーをより多く得ることができる:204。

## 運動エネルギーによる説明
運動エネルギーは1/2mv2に等しいので、同じ速度差分による運動エネルギー変化は低速での変化よりも高速での変化の方が大きい。たとえば、2 kgのロケットは、
- 始状態の速度が1 m/sのときは12 = 1 Jの運動エネルギーを持っている。速度を1 m/s増加させると運動エネルギーは22 = 4 Jとなり、3 Jの増加となる。
- 始状態の速度が10 m/sのときは102 = 100 Jの運動エネルギーを持っている。速度を1 m/s増加させると運動エネルギーは112 = 121 Jとなり、21 Jの増加となる。

運動エネルギーの変化が大きいということはロケットを重力井戸のより高い地点まで到達させられることを意味する。

## 仕事による説明
ロケットエンジンが発揮する推力は大気との相対速度には依存せず一定である。地上噴射試験時のように固定された物体にロケットエンジンを作用させた場合、推力は仕事をしない。ロケットの化学的エネルギーは排気の運動エネルギーおよび熱エネルギーに転換される。しかし、ロケットが移動している場合、力学的仕事の定義どおり推力に移動距離を乗じた分だけの仕事がなされる。ロケットの速度が大きければ大きいほどエンジンの燃焼中にロケットとペイロードが移動する距離もはたらく仕事も大きくなり、ロケットとペイロードが得る運動エネルギーも大きくなる。ロケットの速度が増加するにつれ、運動エネルギーはどんどんロケットとペイロード側で増加し、排気側は増加分がどんどん少なくなる。
これは下のように数式で書ける。ロケットにはたらく仕事(W)はエンジンの推力(F→)と燃焼中の変位(s→)とのドット積で定義される。
{\displaystyle W={\vec {F}}\cdot {\vec {s}}}
燃焼が順行方向に行われる場合、F→ · s→ = ||F|| · ||s|| = Fsとなる。運動エネルギー変化は仕事と一致するため以下のように書ける。
{\displaystyle \Delta E_{\mathrm {k} }=F\cdot s}
これを時間で微分すると以下を得る
{\displaystyle {\frac {\mathrm {d} E_{\mathrm {k} }}{\mathrm {d} t}}=F\cdot {\frac {\mathrm {d} s}{\mathrm {d} t}}}
また、下のようにもかける。
{\displaystyle {\frac {\mathrm {d} E_{\mathrm {k} }}{\mathrm {d} t}}=F\cdot v}
ここでvは速度である。これを瞬間質量mで割り、比エネルギー(ek)を使った式になおすと以下を得る。
{\displaystyle {\frac {\mathrm {d} e_{\mathrm {k} }}{\mathrm {d} t}}={\frac {F}{m}}\cdot v=a\cdot v}
ここでaは加速度ベクトルである。
したがって、ロケットの各パーツが得る比エネルギーの増加速度は速度に比例することがあきらかであり、この等式を積分すると全体としての比エネルギー増分を計算することができる。

## インパルス噴射を行う場合
上式を積分することは、噴射時間が短く、エンジン推力以外による速度変化が無視できる場合、すなわち撃力近似が可能な場合は不要である。
たとえば、宇宙機がなんらかの(閉軌道であるか脱出軌道であるかを問わず)軌道を近点に向かって落下するとき、周回天体重心に対する速度は増加する。近点においてエンジンを短時間にわたり順行方向に噴射させるたとき、軌道上のどこで噴射した場合とも同じだけの増分(Δv)が得られる。しかし、宇宙機の運動エネルギーは速度の二乗に比例するため、この速度増分は運動エネルギーに非線形に作用し、ほかのどの時点で噴射するよりも大きく運動エネルギーを増加させる。

### 放物線軌道におけるオーベルト効果
近点における速度が脱出速度(Vesc)と等しい、放物線軌道の近点においてΔvのインパルス噴射を行ったとき、噴射後の比運動エネルギーは以下のようになる。
{\displaystyle {\begin{aligned}e_{\mathrm {k} }&={\tfrac {1}{2}}V^{2}\\&={\tfrac {1}{2}}(V_{\text{esc}}+\Delta v)^{2}\\&={\tfrac {1}{2}}V_{\text{esc}}^{2}+\Delta vV_{\text{esc}}+{\tfrac {1}{2}}\Delta v^{2}\end{aligned}}}
ここでV = Vesc + Δvである。
宇宙機が重力井戸を脱したとき、比エネルギー損失は
{\displaystyle {\tfrac {1}{2}}V_{\text{esc}}^{2}}
であるため、残るエネルギーは
{\displaystyle \Delta vV_{\text{esc}}+{\tfrac {1}{2}}\Delta v^{2}}
となり、重力井戸の外側で噴射を行なった場合のエネルギー1/2Δv2よりも
{\displaystyle \Delta vV_{\mathrm {esc} }}
だけ大きくなる。したがって、宇宙機が重力井戸を脱したときの速度は以下のように得られる。
{\displaystyle V=\Delta v{\sqrt {1+{\frac {2V_{\mathrm {esc} }}{\Delta v}}}}}
Δvが脱出速度Vescに比べて小さい場合1は無視することができ、脱出後の速度はΔvから単純に
{\displaystyle {\sqrt {\frac {2V_{\text{esc}}}{\Delta v}}}}
倍したものとなる。
{\displaystyle V} ≈ {\displaystyle {\sqrt {{2V_{\text{esc}}}{\Delta v}}}}
閉軌道の場合も双曲線軌道の場合も似たような効果が得られる。

### 放物線軌道の例
宇宙機が惑星近傍を速度vで飛行しているときにΔvの噴射を行なったときの比軌道エネルギー(SOE)の増分は以下の式で得られる。
{\displaystyle v\,\Delta v+{\tfrac {1}{2}}(\Delta v)^{2}}
その後宇宙機が惑星から遠くはなれたとき、位置エネルギーはゼロに漸近するためSOEは完全に運動エネルギーのみとなる。したがって、噴射時の速度vが高ければ高いほど最終的な運動エネルギーも大きく、最終速度も高くなる。
天体に近づけば近づくほど、より一般的にいえば重力井戸の深くまでいけばいくほど、速度は高くなるためそこで噴射を行えばより顕著な効果が得られる。
たとえば、宇宙機が木星を近木点速度50 km/sで放物線フライバイするときにΔv=5 km/sの噴射を行った場合、その後木星から遠く離れたときの最終速度は22.9 km/sとなり、噴射によるΔvの4.58倍となる。

## パラドックス
この効果はロケットが無からエネルギーを得ているように見え、エネルギー保存の法則を破っているように見えるかもしれないが、実際にはエネルギー保存の法則は破られていない。ロケットの得る運動エネルギー増分は排気の運動エネルギー減少分とつりあっている（排気の運動エネルギーも噴射前と比べると増えてはいるが増えかたが減っている）:204。対照的に地上噴射試験時にはエンジンは固定されており運動エネルギーはまったく増加せず、燃焼により解放された化学エネルギーはすべて排気の運動エネルギー（と熱）に変換される。
極端な高速条件ではロケットにあたえられる力学的仕事率が燃焼により解放される単位時間あたりの総エネルギー量よりも大きくなる場合がある。これもエネルギー保存の法則に反するように見えるかもしれない。しかし、ロケットと共に高速で移動している噴射剤は化学エネルギーだけでなく運動エネルギーも持っており、化学エネルギーと共に運動エネルギーの一部がロケット側に移動することでエネルギーはつりあっている。
オーベルト効果はロケットの飛行初期、速度が低いときの極端な非効率性を部分的に説明できる。すなわち、飛行初期にはロケットがなす仕事のほとんどはまだ燃焼していない推進剤の運動エネルギーへと「投資」されており、これが燃焼されたときに一部回収されるのである。